# Bvcovia
Bvcovia, pseudonimo di Ioan Marian Raduly (Sfântu Gheorghe, 4 gennaio 1993), è un rapper rumeno.

## Biografia
Raduly Ioan Marian inizia a scrivere canzoni in giovane età, anche a causa di una situazione familiare instabile. Il suo primo progetto è un EP realizzato insieme ad Ares, Marțienii în prima misiune, pubblicato nel 2018. Nel 2018 pubblica il suo primo album in studio Pe trap, in cui collabora con rapper di primo piano della scena rumena come Shift e Nane. Nel 2020 lancia Bando, il primo di una serie di EP realizzati con l'amico e rapper Marko Glass. Il 22 maggio dello stesso anno pubblica il secondo album Lego, seguito l'anno successivo da En sabah nur.
Il 25 marzo 2022 è la volta dell'album Kira, che presenta collaborazioni con artisti come Yung Fume e Petre Ștefan. Il 9 aprile 2025 pubblica il settimo album En sabah nur 2, in cui collabora con Candiboii, Sami G, Ian e altri.

## Discografia

### Album in studio
- 2018 – Pe trap
- 2020 – Lego
- 2021 – En sabah nur
- 2021 – Piese triste colaj
- 2022 – Kira
- 2024 – Vise lucide
- 2025 – En sabah nur 2

### EP
- 2018 – Marțienii în prima misiune (con Ares)
- 2020 – Bando (con Marko Glass)
- 2021 – Bando 2 (con Marko Glass)
- 2022 – Bando 3 (con Marko Glass)